# هوپ (سیگار)
هوپ  (به انگلیسی: Hope) یک برند سیگار ایجاد شده در امپراتوری ژاپن است؛ که در حال حاضر توسط تنباکوی ژاپن تولید می‌شود. مالک فعلی این برند تنباکوی ژاپن است. این برند در سال ۱۹۳۱ پایه‌گذاری گردید.
تولید سیگارهای این برند از سال۱۹۴۰ متوقف شد اما مجدداً از ۱ ژوئیه ۱۹۵۷ سر گرفته شد.